# Donia
Donia est un prénom arabe féminin et nom de famille arabe, qui signifie l'univers ou la vie. Elle est fêtée le 8 août.

## Histoire du prénom
Née en Asie mineure vers 270, une très belle et riche reine nommée Donia fut capturée par l'ennemi lors d'une guerre et mourut en prison un 24 février 300. Au XIe siècle, ses reliques sont transférées en Italie, où habitait son père.

## Variantes de Donia
Les variantes de Donia sont: Donio, Denia, Dounia, Dounio, Donni, Donnia, Douni, Douzi.

## Patronyme
Donia est un nom de famille  notamment porté par :

- Scheena Donia, entrepreneuse, consultante en image et auteure gabonaise.